# Ceropegia campanulata
Ceropegia campanulata ist eine Pflanzenart aus der Unterfamilie der Seidenpflanzengewächse (Asclepiadoideae). 

## Beschreibung

### Erscheinungsbild und Blatt
Ceropegia campanulata ist eine ausdauernde, krautige Pflanze. Als Überdauerungsorgane werden abgeflachte Wurzelknollen gebildet. Die aufrechten, nicht windenden Sprossachsen sind einjährig und werden 10 bis 25 cm hoch. Sie sind unverzweigt und nur spärlich behaart. Die Laubblätter sind in Blattstiel und Blattspreite gegliedert. Der Blattstiel ist 5 mm lang. Die fleischigen Blattspreiten sind bei einer Länge von 50 bis 70 mm und einer Breite von 6 mm lanzettlich bis linealisch und zugespitzt. Die Blattoberseite ist spärlich behaart. 

### Blütenstand und Blüte
Der ungestielte Blütenstand ist endständig oder wächst seitlich aus den Sprossachsen. Die zwittrigen Blüten sind zygomorph und fünfzählig mit doppelter Blütenhülle. Die Blütenkrone ist 4 bis 13 cm lang. Die fünf Kronblätter sind in den basalen drei Vierteln zu einer geraden Kronröhre (Sympetalie) verwachsen. Die Kronröhre ist außen fein behaart oder kahl und bräunlichpurpurn gefärbt. Der kugelig aufgeblähte „Kronkessel“ hat einen Durchmesser von 7 bis 18 mm und geht kontinuierlich in die eigentliche Kronröhre über. Er ist innen mit purpurfarbenen Haaren besetzt. Die Kronröhre hat einen minimalen Durchmesser von 4 mm und erweitert sich zur Blütenmündung hin auf 12 mm Durchmesser. Die trichterförmige Mündung ist innen mit purpurfarbenen Haaren bedeckt. Die aufrechten und geraden Kronblattzipfel sind bei einer Länge von 1,5 bis 6 cm linealisch bis fadenförmig und an den Spitzen sind sie miteinander verwachsen und bilden dadurch eine käfigartige Struktur. Die Ränder sind nach außen umgeschlagen, die Innenseiten sind behaart. Die ungestielte Nebenkrone ist basal verwachsen und tassenförmig. Die fein behaarten Zipfel der interstaminalen, äußeren Nebenkrone sind zunächst horizontal dann aufsteigend und enden in zwei schmal-dreieckigen bis linealischen Fortsätzen. Die Zipfel der staminalen, inneren Nebenkrone sind linealisch, zunächst aufrecht stehend, dann sich über dem Gynostegium zusammenneigend, um zu den Spitzen hin etwas zurück zu biegen.

### Frucht und Samen
Zu Früchten und Samen liegen keine Angaben vor.

### Ähnliche Arten
Ceropegia campanulata ist mit Ceropegia insignis eng verwandt.

## Verbreitung
Ceropegia campanulata kommt in Äquatorial-Guinea, der Elfenbeinküste, in Ghana, Mali, Nigeria, in der Zentralafrikanischen Republik, in Uganda und Togo vor.

## Systematik und Taxonomie
Die Erstbeschreibung von Ceropegia campanulata erfolgte 1838 durch George Don jun. Synonyme Ceropegia campanulata G.Don sind (nach Meve): Ceropegia kerstingii K.Schumann, Ceropegia dalzielii N.E.Brown, Ceropegia abinsica N.E.Brown, Ceropegia campanulata var. abinsica (N.E.Brown) H.Huber, Ceropegia tamalensis W.W.Smith, Ceropegia hepburnii Hutch. & Dalziel.
Es können zwei Varietäten unterschieden werden:
- Ceropegia campanulata var. campanulata
- Ceropegia campanulata var. pulchella H.Huber: Sie kommt nur in Uganda vor.[1]

## Belege